# 上森寛元
上森 寛元（うわもり ひろゆき、1990年5月10日 - ）は、日本の俳優。静岡県出身。身長177cm。血液型O型。キャロット所属。

## 出演

### テレビドラマ
- はぐれ刑事純情派スペシャル「立待岬に消えた女！〜東京－函館－奥尻島、死んだ母は生きていた!?」（2001年9月26日・テレビ朝日）
- ガッコの先生（2001年10月7日〜12月16日・TBS） - 荒川信之介 役
- 金曜時代劇「人情とどけます〜江戸・娘飛脚〜」 （2003年1月10日 - 3月7日・NHK総合）
- 百年の恋（2003年11月10日〜12月4日・NHK総合）
- ミニモニ。でブレーメンの音楽隊（2004年1月10日〜3月27日・NHK教育） - 藤堂貴紀 役
- 金曜エンタテインメント ハマの静香は事件がお好き「episode2〜火事現場から消えた恋人の焼死体…遺産を狙う犯人が利用する兄妹愛の悲劇を便利屋探偵が救う」（2004年6月11日・フジテレビ）
- 3年B組金八先生（TBS） - 笠井淳 役
  - 第7シリーズ（2004年10月15日 - 2005年3月25日）
  - スペシャル11「未来へつなげ 3B友情のタスキ〜たった一人の卒業式…3Bの絆は再び迫る薬物依存の魔の手から仲間を救い出せるのか!?」（2005年12月30日）
  - 3年B組金八先生ファイナル〜「最後の贈る言葉」（2011年3月27日）
- 火曜サスペンス劇場 刑事・鬼貫八郎17「炎の記憶」（2004年11月30日・日本テレビ） - 宇野英生（中学3年生） 役
- 金曜エンタテインメント「無医村に花は微笑む」（2006年1月27日・フジテレビ）
- 感動ドラマ特別企画「マラソン」（2007年9月20日・TBS） - 宮田啓太郎 役

### 映画
- かかしの旅（2006年）

### CM
- 永谷園（スピード中華）
- 任天堂
- アットネットホーム
- ニチレイ
- 住友林業（「My Forest」編）

### その他
- こども囲碁入門　9路盤にチャレンジ！！（2002年7月29日〜8月2日・NHK教育）
- こども囲碁入門　9路盤にチャレンジ2・作戦編（2003年1月1日〜1月4日・NHK教育）